# 리구리아어
리구리아어(Lìgure)는 북이탈리아의 리구리아 지역을 비롯한 옛 제노바 공화국 영토에서 주로 사용되는 갈로-로망스어 계통의 언어이다. 이탈리아의 리구리아 외에도 프랑스의 지중해 연안 일부와 모나코(모나코어라는 변종으로서), 그리고 코르시카섬과 사르데냐섬 부속도서의 몇몇 해안 마을에서 사용된다. 리구리아 지역의 중심도시인 제노바에서 말해지는 제노바어는 가장 잘 알려진 리구리아어의 방언이며, 이에 따라 종종 넓은 의미의 언어 자체를 제노바어(zeneise 또는 zeneize)라고도 부른다.
이 언어는 최근 이탈리아어의 영향으로 사용자 수가 줄어들고 있으나 노년층 사이에서 아직까지 넓게 쓰이고 있으며, 13세기부터 이어진 오랜 문학 전통이 있다. 모어 화자 수는 대략 60만 명으로 추정된다.